# Józef Wojciech Grabiński
Józef Wojciech Grabiński (Grabieński) z Grabna herbu Pomian (ur. ok. 1680 – zm. w 1750 roku) –  podstoli sandomierski  w latach 1710–1712,  stolnik sandomierski w latach 1712–1720,  kasztelan sanocki w latach 1720–1750.  
Konsyliarz konfederacji tarnogrodzkiej i chorąży husarski w 1715 roku. Poseł województwa sandomierskiego na sejm 1718 roku i na sejm z limity 1719/1720 roku. 
W 1733 roku podpisał elekcję Stanisława Leszczyńskiego.
Był konsyliarzem konfederacji województwa ruskiego, zawiązanej 10 grudnia 1733 roku w obronie wolnej elekcji Stanisława Leszczyńskiego. Konsyliarz konfederacji dzikowskiej 1734 roku.
Był synem Jana Grabińskiego właściciela  Czudca, stolnika zakroczymskiego (1682). Matką Józefa była Anna Gumowska z Gumowa, a macochą Helena Ustrzycka h. Przestrzał, z Uchniowa.
Miał dwóch braci; Stanisława Mikołaja - który w wieku 18 lat złożył profesję zakonną u paulinów, a w latach 1686-1687 pełnił na Skałce w Krakowie urząd kaznodziei, oraz Władysława, a także dwóch braci przyrodnich; Stanisława  i Kazimierza oraz dwie przyrodnie siostry; Teresę i Katarzynę. 
Żoną jego  została Teresa Wolska.   
Gdy zmarł jego teść Jan - starosta janowski w  1704 r., otrzymał jako zięć jego starostwo.
Jego synem był Wojciech Grabiński (1720-1786) – podkomorzy dworu królewskiego, polski szambelan, mąż Karoliny  Małachowskiej, córki  Jana Małachowskiego (kanclerza wielkiego koronnego) (1698-1762), h. Nałęcz. Odziedziczył dobra Czudec. 

## Źródła;
- B.H. Łuszczyński, Silva Heraldica, rodowody... (lu.38204 2)
- Adam Boniecki, Herbarz polski: Wiadomości historyczno-genealogiczne o rodach ...,1985, t 6, s.385
- Kasper Niesiecki,  Herbarz polski Kaspra Niesieckiego S.J. – 1846, s.184
- A. Oliwińska-Wacko, R. Wacko "Dzieje Czudca"